# 勃兰登堡的玛丽亚·埃莱奥诺拉
勃兰登堡的瑪利亞·埃萊奧諾拉（1599年11月11日—1655年3月28日），德意志公主，後透過婚姻成為瑞典王后。
瑪利亞的父亲是勃兰登堡选帝，约翰·西吉斯蒙德，她的母亲是普鲁士公爵阿尔伯特·弗雷德里克的長女，普鲁士的安娜。
1620年，经其母亲的准许，玛丽亚·埃莱奥诺拉嫁给了瑞典國王古斯塔夫二世·阿道夫，但是这桩婚事为她的哥哥，勃兰登堡选帝侯乔治·威廉所反对。
玛丽亚于1626年為古斯塔夫二世生下女兒，也就是後來的瑞典國王克里斯蒂娜女王。
玛丽亚在当时被认为是整个欧洲最美丽的王后，据克里斯蒂娜女王的後人介紹，玛丽亚王后拥有所有与其性别相关的“美德和罪恶”。

## 订婚
1616年，年仅22岁的瑞典国王古斯塔夫·阿道尔夫开始寻找一个新教徒王后。自1613年来，他就一直在征求其母亲的同意以迎娶一位名为埃巴·布拉赫的贵妇，但是没有获准，所以尽管古斯塔夫依然很爱她，他还是放弃了娶她的想法。之后他听说有一个年仅17的德意志公主，也就是玛丽亚·埃莱奥诺拉，十分秀外慧中。当时，勃兰登堡选帝侯约翰·西吉斯蒙德在向瑞典国王倾斜，但是1617年的秋季，在一次中风之后，他变得十分虚弱。他那坚定的普鲁士籍的夫人非常不喜欢这个瑞典求婚者，因为普鲁士有一块波兰的封地，而波兰国王西吉斯蒙德三世·瓦萨对自己输给古斯塔夫·阿道尔夫的父亲，查理九世，感到异常愤恨。
玛丽亚·埃莱奥诺拉还有许多其他求婚者，如年轻的奥兰治亲王威廉二世，瓦迪斯瓦夫四世，梅克伦堡的阿道尔夫·弗雷德里希，甚至还有未来的英国国王查理一世。玛丽亚·埃莱奥诺拉的哥哥乔治·威廉因为英国王储的求婚感到受宠若惊，所以提议将他们的妹妹凯瑟琳（1602-1644）嫁给瑞典国王，但是玛丽亚似乎更喜欢古斯塔夫。对于他来说，能迎娶玛丽亚是莫大的荣幸，所以他把他在斯德哥尔摩的城堡重新装潢了一下。当玛丽亚母亲的信件送到了他母亲手上后，古斯塔夫开始准备前往柏林亲自求婚。选帝侯夫人要求古斯塔夫的母亲无论如何也要阻止她儿子的柏林之行，理由是“由于瑞典与波兰之间的战争状态对勃兰登堡利益产生偏见”。她在信中写道，她的丈夫因为疾病心力憔悴，很有可能被劝服以同意任何事，即使可能导致国家的覆亡。这是一个近乎侮辱的拒绝。

## 婚姻及子嗣

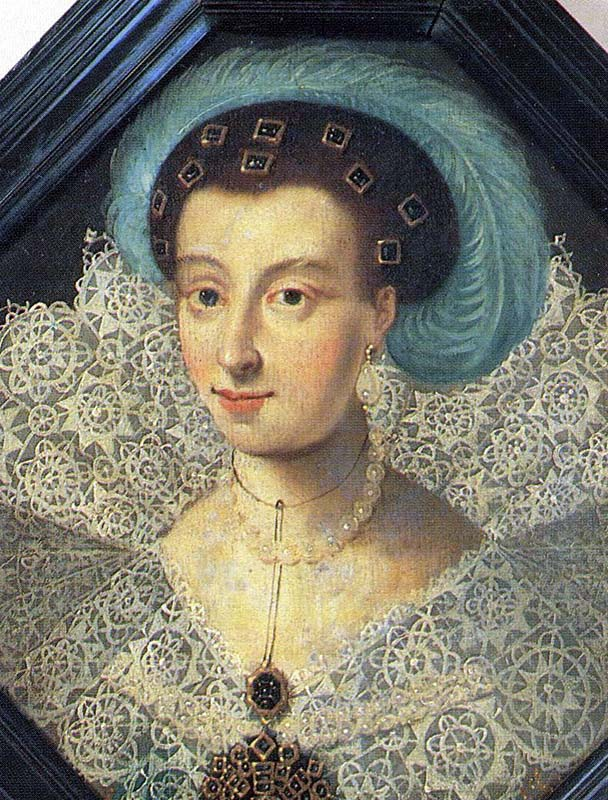
玛丽亚·埃莱奥诺拉的一张现代画像，与其女儿克里斯蒂娜十分相像

玛丽亚的父亲，约翰·西吉斯蒙德选侯，于1619年12月23日逝世，与瑞典联姻的前景似乎也变得黯淡起来。然而，1620年春天，固执的古斯塔夫还是抵达柏林。选帝侯遗孀依然保留对古斯塔夫的态度，甚至不准瑞典国王和玛丽亚见一面，但是在场的众人均注意到公主对年轻国王的兴趣。于是古斯塔夫打着寻求婚姻备选项的旗号在其他新教德意志宫廷转了一圈。当他回到柏林，选帝侯遗孀似乎被充满魅力的瑞典国王所完全折服。在完成和玛丽亚的订婚之后，古斯塔夫赶回瑞典以安排迎娶王后。
新选侯乔治·威廉，当时还在普鲁士，得知这一消息后十分惊骇，便给古斯塔夫写信，信中写道，直到瑞典和波兰解决完他们之间的分歧，他才同意这桩婚姻。然而正是前选帝侯遗孀秉承了霍亨索伦家族的传统，赐予她女儿以婚姻。她将玛丽亚送至乔治所不能企及的地方，并且亲自完成了婚姻谈判。
在和女儿在布伦瑞克会合前，普鲁士的安娜从国库中带走了一些贵重物品。她们登上一支瑞典舰队的分遣队前往卡尔马，在那里古斯塔夫正焦急地等着她们。婚礼于1620年11月25日在斯德哥尔摩举行，现场还表演了一场基于瑞典国王奥洛夫·舍特康努格历史的喜剧。古斯塔夫--用他自己的话说--终于“在婚床上有了一位勃兰登堡夫人”。普鲁士的安娜在女儿的婚礼后又在瑞典待了许多年。
古斯塔夫和他的夫人对于建筑学和音乐方面的兴趣相一致，而且玛丽亚深爱着她的丈夫。过去她常常哀叹没有合适自己的白马王子。外国的使节们发现玛丽亚虽然有些铺张浪费，但是不乏优雅和美丽，而且品味甚佳。玛丽亚十分喜爱娱乐活动和甜食，而且她很快就跟上了时尚潮流：热衷于小丑和侏儒。她会说法语，这是当时的宫廷语言，但是却懒得去学习如何正确书写德语和瑞典语。
他们婚姻的六个月后，古斯塔夫离开了他刚怀孕的夫人去指挥里加的围城战。由于玛丽亚不能很好地适应瑞典的人民、乡村和气候，所以她仅让她的德意志宫女来侍奉她。她不喜欢瑞典糟糕的路况，阴暗的森林以及拿草皮当屋顶，用木头搭建的房子，而且她还很想念她的丈夫。婚后一年，玛丽亚流产了并且病得很重。她变得狂躁，神经质和易妒。为此她经常受到严厉批评，即使陌生人在场，她也没有放过她的丈夫。她的感情生活缺少平衡。很快，古斯塔夫的密友们就发现他的婚姻是其悲伤和焦虑的来源。
在1623年的秋天，玛丽亚诞下一名女婴，但是次年便夭折了。那时，瑞典王位还在世的男性继承人只剩下他们所憎恨的波兰国王和他的儿子们。正当古斯塔夫在战场上浴血奋战之际，他的王位继承出现了很大的问题。1624年的秋季，玛丽亚怀上了第三个孩子。到了1625年的5月，王后心情大好并执意陪同丈夫在皇家游艇上检阅舰队。当时战舰都停泊在城堡的对面，一切看上去都很平静，忽然来了一阵风暴差点将游艇掀翻。王后被连忙送回城堡，当她到了城堡中后，有人听到她惊叫道：“老天，我感觉不到我的孩子了！”不久之后，这个他们一直期待的孩子还是夭折了。

## 克里斯蒂娜的出生
随着波兰和瑞典的重新开战，古斯塔夫不得不再一次离开他的妻子。王后很有可能会陷入于歇斯底里和悲伤，和她1627年的情况一样，个中原因可能是瑞典国王在1626年击败波兰人后同她在利沃尼亚重逢。到了4月，玛丽亚发现自己又怀孕了。这次怀孕没有再碰到什么危险，而且占星家预言玛丽亚将诞下一名男婴并成为继承人。在停战期，古斯塔夫急急忙忙赶回斯德哥尔摩以等待婴儿的降生。分娩过程异常困难。到了12月7日，婴儿终于降生了，从头部到膝盖都长满了胎毛，只有脸上、手臂和小腿部位没长。而且，婴儿还长了一个被毛发覆盖的大鼻子。种种特征似乎表明这是个男婴，国王也被告知了这一消息。然而仔细观察之后众人发现婴儿是个女孩。古斯塔夫同父异母的姐姐凯瑟琳把这一事实告诉了古斯塔夫。她“把孩子抱到国王那里让他自己看，因为她并不敢把此事说给他听”。古斯塔夫评论道：“她以后一定会很聪明，因为她把我们都骗了。”他的失望并没有持续很长时间，而且他还决定用母亲的名字把他的女儿命名为克里斯蒂娜。古斯塔夫下令像宣布男性继承人诞生一样宣布女儿的诞生，这似乎表明当时才33岁的古斯塔夫已经对再生个孩子不抱任何希望了，王后的健康状况应该是主要原因，尽管其后期画像和行为并没有表现她的身体十分羸弱。
孩子出生不久后，王后并没有被告知孩子的性别，国王和整个宫廷在好多天后才把这个事实告诉她。她尖叫道：“我没生出个儿子，只生了个长着大鼻子、黑眼睛，又黑又丑的女儿！把她拿开，我才不要这么一个怪物！”她似乎得了产后抑郁症。焦虑不安的王后试图去伤害她的孩子。

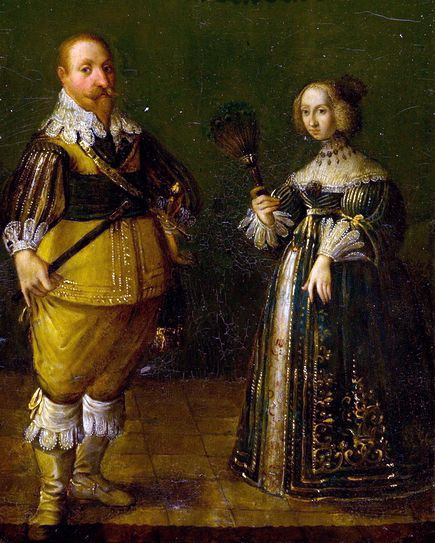
古斯塔夫·阿道夫和玛丽亚·埃莱奥诺拉

在克里斯蒂娜早期的童年生活中，她不断地遭遇一些事故。有一次房子的横梁诡异地掉到了摇篮上。还有一次，她“不小心”从楼梯上摔了下去。还有一次，她的保姆因为把她摔在了石制地板上而被责骂，这次克里斯蒂娜的一个肩膀受了伤并且导致之后这个肩膀还是有点歪。
在克里斯蒂娜出生之后的一年，由于没有丈夫陪在身边，玛丽亚进入了一种歇斯底里的状态。在1632年，古斯塔夫把他的妻子形容成“一个非常病态的女人”。但是这对王后来说还是情有可原的：她失去了三个孩子并且依然觉得自己是一个生活在敌视她的土地上，被孤立的外国人，这种情况在1627年她的哥哥加入了与瑞典敌对的阵营后又被恶化了。与此同时，她的丈夫也因在战场上冒着矢雨而身陷危险。在1627年，古斯塔夫不仅患病还身受重伤。两年后，他在什图姆一战中死里逃生。
古斯塔夫在他的女儿身上倾注了大量的心血并且把她像儿子一样养大。克里斯蒂娜两岁的时候，当听到卡尔马城堡上的大炮轰鸣，向王室致敬时，她拍手大笑，十分开心。从此之后，古斯塔夫便经常带着他的女儿去观看阅兵。玛丽亚一点都不喜欢这个女儿，所以她并没有被允许抚养克里斯蒂娜。抚养公主的是古斯塔夫同父异母的姐姐凯瑟琳和首辅大臣埃克塞尔·乌克森谢纳。
到了1630年，古斯塔夫得到了这么一个结论：哈布斯堡王朝对波罗的海海权的觊觎威胁到了瑞典的生存及其宗教自由。在他离开瑞典去参加三十年战争前，古斯塔夫同政府成员讨论了可能的摄政政府并且向他们承认了王后是一个“乖戾的女人”。即使如此，古斯塔夫还是无法下决心去指定一个没有王后的摄政议会。他向乌克森谢纳坦白道：“如果我有个什么三长两短，我的家庭就全靠你了，我的妻子缺少治理国家的常识，而我的女儿又太小了-如果由她们来统治的话，这个国家将毫无希望，而由其他人来统治她们的话，又会变得很危险。”

## 子嗣
| 名称       | 出生                         | 去世                         | 信息                                               |
| ---------- | ---------------------------- | ---------------------------- | -------------------------------------------------- |
| 女儿       | 1621年月24日 斯德哥尔摩      | 1621年月24日 斯德哥尔摩      | 胎死腹中，葬于骑士岛教堂。                         |
| 克里斯蒂娜 | 1623年10月16日 斯德哥尔摩    | 1624年9月21日 斯德哥尔摩     | 瑞典王位的女继承人，葬于骑士岛教堂。               |
| 儿子       | 1625年5月 格里普斯科尔摩城堡 | 1625年5月 格里普斯科尔摩城堡 | 胎死腹中，葬于骑士岛教堂。                         |
| 克里斯蒂娜 | 1626年12年8日 斯德哥尔摩     | 1689年4月9日 罗马            | 瑞典女王 (1632 – 1652年)，未婚；葬于圣彼得大教堂。 |

## 寡居生活

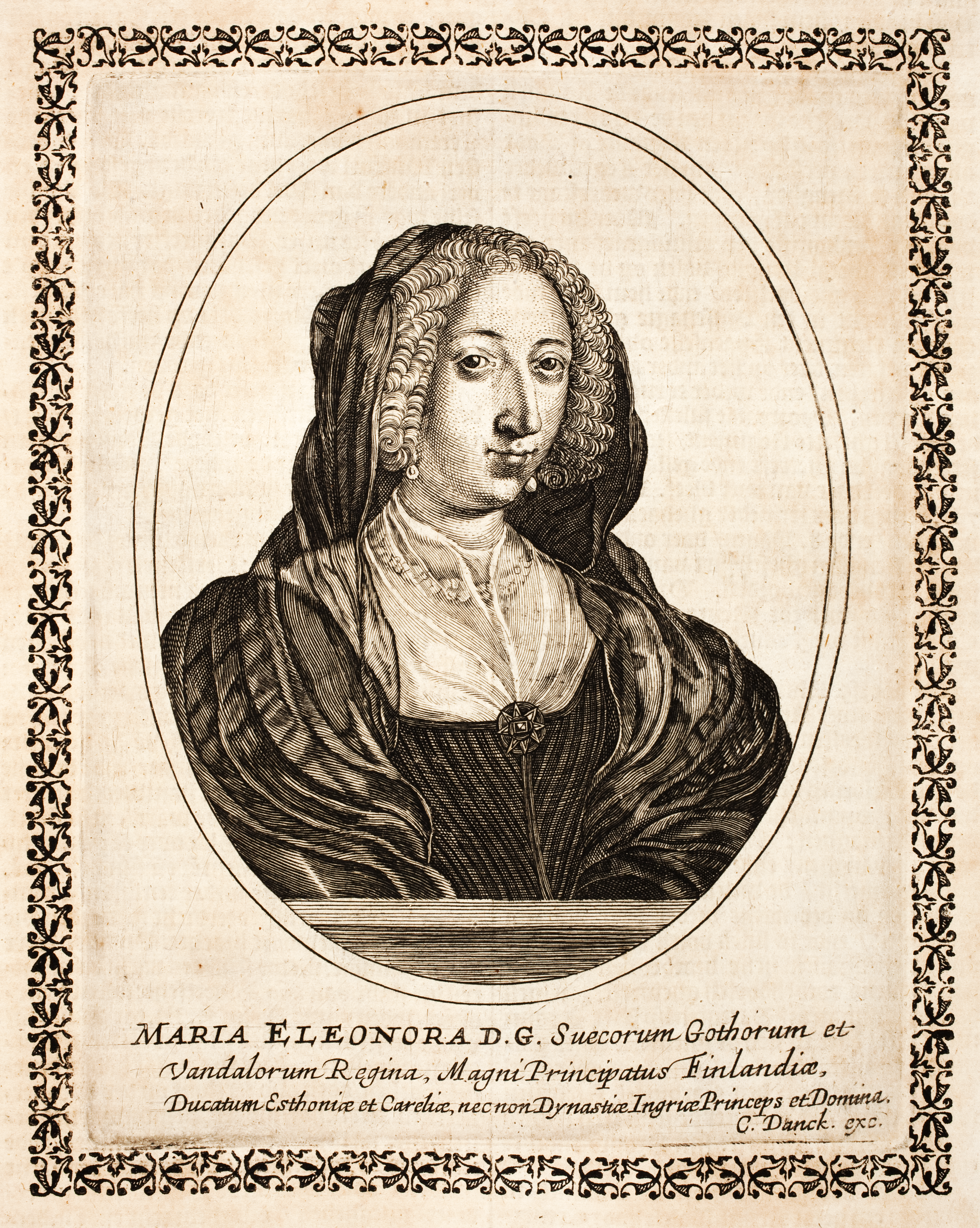
玛丽亚·埃莱奥诺拉的版画

在接下来的两年中，古斯塔夫在德意志地区行军，并征服了波美拉尼亚和梅克伦堡。到了1632年11月初，他前往埃尔福特去向自去年冬天就呆在德意志的玛丽亚告别。在吕岑会战中，37岁的古斯塔夫背后中了一枪，从马上摔了下来并被他的战马拖了好一段距离。他挣脱了马镫，但是正躺在地上的时候，“北方雄狮”头部中枪，当场毙命。夜幕降临，两军均已精疲力尽，但是萨克森-魏玛的伯恩哈德和瑞典军队虏获了所有的皇家火炮并且占据了关键位置。国王的遗体被发现的时候脸部朝下，躺在烂泥之中，身上除了衬衫，其余都被掠走了。
在她女儿年幼期间，玛丽亚并没有进入摄政议会。国家议会不希望她摄政，因为他们并不认为她适合做摄政女王。然而实际上，国王也没有留下任何关于不让玛丽亚摄政的指示，但是他们还是通过声称过世的国王曾经告诉他们王后不能被托付任何国事来拒绝让玛丽亚摄政，但是国王其实并没有留下任何文件证明此事。1633年5月，当玛丽亚得知摄政议会已被组建并且她不能参与摄政时，据报道，她感到受到了侵犯，并且指出她过世的婆婆，荷尔斯泰因-戈托尔夫的克里斯蒂娜，曾经也当过摄政女王。然而作为回应，摄政议会的代表，加布里埃尔·古斯塔夫松·奥克森谢纳回覆道，她所举的这个例子是被极度夸大了，而且实际上瑞典也没有让王后摄政的传统。实际上这是个谎话，因为不仅克里斯蒂娜女王实际上成为了摄政女王，而且瑞典国王古斯塔夫一世也正式宣布他的王后玛格丽特·萊永胡伍德在1544年少主即位后进行摄政，同时瑞典国王约翰三世也指定他的第一任妻子，凯瑟琳·亚盖洛以及他的第二任妻子，古尼拉·比尔奇为摄政女王。然而，玛丽亚接受了这样的回复，并且声称她愿意把统治权交到其他人手上并且得到她女儿的监护权。
1633年，玛丽亚带着她丈夫的遗体回到了瑞典。在尼雪平，7岁大的克里斯蒂娜庄严地走到船上迎接她的母亲。之后她写道：“我抱着我的母亲，她的泪水将我淹没，她紧紧地抱着我，让我喘不过气来。”在一年多的时间里，玛丽亚一直在强迫活泼好动的小女王一个人待在被黑色帷幕围绕，密不透光，昼夜均点蜡烛的房间中进行哀悼。她还强迫女儿和她一起睡在一个上面吊着装有她父亲心脏的金匣子的床上。玛丽亚终日以泪洗面，让这一切变得更加糟糕。而克里斯蒂娜，由于其本身一边肩膀比另一边高，就十分憎恶她母亲的那些侏儒和小丑。她也得了很严重的疾病；她右侧的胸部出现了溃疡，溃疡的破裂给她带来了极度的痛苦和高烧。到了1634年的夏天，葬礼仪式终于到达了斯德哥尔摩。克里斯蒂娜女王事后写道：“她完美地出演了哀悼的角色。”
玛丽亚已经陷入了长期的歇斯底里和毫无节制的悲恸之中。她发现自己比之前更难隐藏对瑞典的“岩石和山脉，凌冽的空气，以及其他所有一切”的痛恨。在她的余生中，玛丽亚一直保留着对她的英雄丈夫的记忆。她之前要哭泣好几个小时，到最后甚至要哭好几天。当摄政议会试图把克里斯蒂娜从她身边带走，她也只是哭着强烈抗议，却什么也没做。

## 和克里斯蒂娜女王的关系
到了1636年，玛丽亚被带到了格里普什姆城堡并被正式剥夺对女儿的抚养权，因为有时她会完全发疯。到了1639年，她给瑞典死敌，丹麦国王克里斯蒂安四世，写的一封信被截获。在被传唤了之后，玛丽亚于1640年的夏天出现在她女儿的宫廷中，泣不成声。13岁的克里斯蒂娜和她母亲理论了一番，并劝诫她不要再住在毗邻丹麦的尼雪平。之后，玛丽亚便返回了格里普什姆。为了进行定期的斋戒，她隐居到了她的住所中，仅由她的一个侍女陪同，安娜·索菲亚·冯·布洛。玛丽亚定期给她的女儿写信，并希望能和她的德意志宫廷结束在格里普什姆的流放。克里斯蒂娜十分得体地回复这些信件，因为她知道摄政议会绝无可能让她母亲离开。最终玛丽亚请求离开瑞典。克里斯蒂娜想将其邀请至斯德哥尔摩，以试图以劝说其留在瑞典。一天夜晚，两位女士把她们从窗户上放了下去，并从附近湖的一边划船到另一边，在那里，有一辆马车在等着她们。她们驱车前往尼雪平，并在那里登上了一艘丹麦的船。克里斯蒂安四世意图用这艘船将玛丽亚送回勃兰登堡，但是她说服船长将她送到丹麦。在那里她受到了丹麦国王的礼遇，但这一切并没有让要求甚高的玛丽亚更喜欢丹麦。她还是想回到勃兰登堡。于是选帝侯要求瑞典给予财政补偿，而瑞典的摄政议会则想剥夺她的封地和财产。最终小女王成功调解双方，自掏腰包给她母亲一定数目的赡养费。

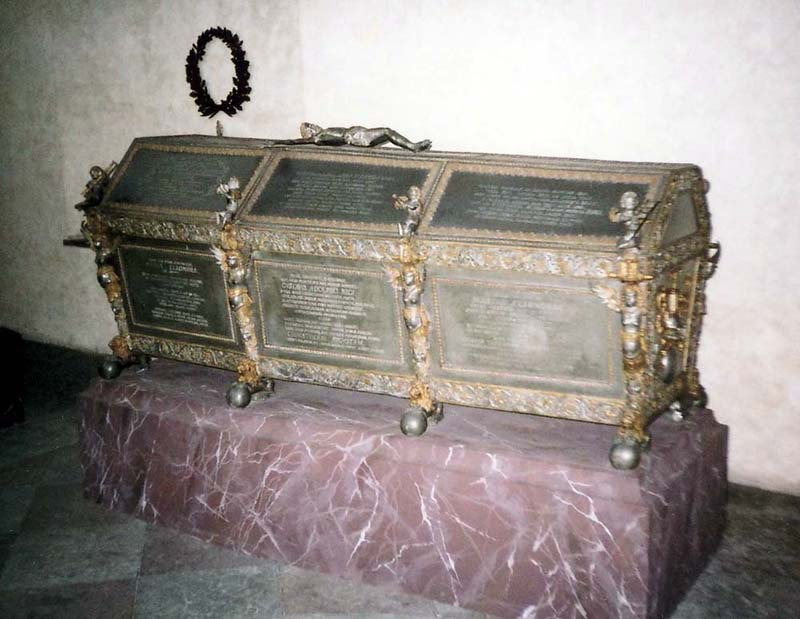
放置于里达尔霍姆教堂的玛丽亚·埃莱奥诺拉的棺材

在丹麦，玛丽亚成了国王的座上贵宾。选帝侯乔治·威廉拒绝去迎接他的妹妹，所以玛丽亚一直等到他的哥哥于12月去世，她的外甥才允许她访问勃兰登堡。然而，新的选帝侯依然坚持瑞典应当给予他的姨妈一定的赡养费。她得到了一个小数目的补偿，一年30000埃斯库。过了一阵后，玛丽亚又想回到瑞典了，所以到了1648年，她又回到了瑞典。克里斯蒂娜女王去接她母亲的船。然而船因为风暴的缘故延迟了，所以小女王露天睡了两晚，发了烧，使得她卧床好多天。到了1650年的10月份，玛丽亚很自豪地出席了女儿被推迟了的加冕典礼。之后克里斯蒂娜给她母亲买了一座新建的城堡，取名叫Makalös（“无与伦比的”），毗邻斯德哥尔摩的王室城堡。这应该是一笔很大的开销，但是克里斯蒂娜一直都没有付款，反而她在1652年把它还了回去。
到了1654年的6月，克里斯蒂娜做出了一个令众人震惊的决定：她选择退位给她的表哥查尔斯·古斯塔夫。玛丽亚对女儿的退位及其对自己财政可能带来的影响抱有极大的担忧。克里斯蒂娜和查尔斯于1654年4月份在尼雪平拜访了她，并向她保证将为其提供一切所需之物。克里斯蒂娜于1654年6月5日退位。玛丽亚于1655年3月逝世。此时，前女王克里斯蒂娜定居于布鲁塞尔，她于1655年12月皈依了天主教。